# 월드컵 태권도 단체전
월드컵 태권도 단체전(영어: World Cup Taekwondo Team Championships)은 2006년부터 시작된 국제 태권도 대회로 2년마다 세계 태권도 연맹에서 개최하고 있다.
참가하는 남녀 팀은 각각 5개 그룹으로 나뉘며 이전 대회의 상위 4개 국가와 개최국이 시드를 배정받는다. 예선 남녀부 2위 팀 중 상위 5개 팀과 최고 기록 3개 팀이 8강에 진출한다. 준준결승, 준결승, 결승전은 싱글 엘리미네이션 형식으로 진행된다.

## 같이 보기
- 세계 태권도 선수권 대회